# Eldon Lane

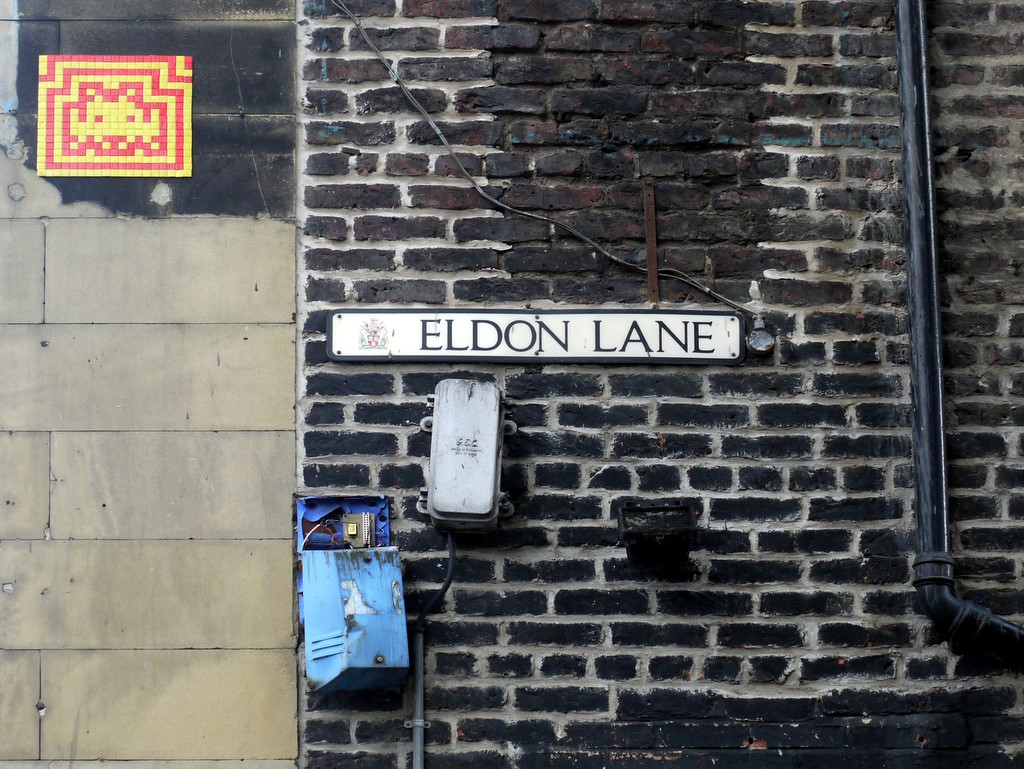
Eldon Lane

Eldon Lane ist ein Dorf in der Grafschaft Durham in England. Es liegt wenige Kilometer südwestlich von Bishop Auckland, in der Nähe von Shildon. 
Auf der High Street gibt es den The One Stop Shop, ein Gemeindezentrum, das von der Dene Valley Community Partnership betrieben wird. Außerdem befindet sich hier der Dene Valley Community Transport. 
Koordinaten: 54° 39′ N, 1° 39′ W